# EBANIS
EBANIS è l'acronimo per Entità Biologiche Aeree Non Identificate (oppure lo stesso acronimo in spagnolo di Entidad Biologica Anomala No Identificada).
Stando ad alcune testimonianze di avvistamenti, queste entità biologiche aeree non identificate (chiamate anche UFO-WORM) sarebbero apparse nei cieli, in particolar modo dell'America Centrale e dell'America del Sud, in forma vermoidale (o irregolare), spesso accompagnate da un oggetto sferico brillante denominato "sentinella", nonché in altri casi da diverse luci in movimento che accompagnano i suoi movimenti nel cielo.
Proprio questi loro movimenti innaturali, nonché le diverse forme assunte, hanno indotto gli osservatori del fenomeno a ipotizzare che si trattasse di una entità biologica, anche se gli studi sui filmati presentati fino ad ora non hanno dato alcun tipo di conferma a questa teoria.
Negli ultimi anni, grazie soprattutto ai filmati ed alle immagini rilevate da ricercatori nella zona del Messico - e ad alcuni programmi di divulgazione televisiva del giornalista Jaime Maussan - la loro misteriosa natura ha attirato l'attenzione del mondo ufologico internazionale.
Le immagini non forniscono alcuna prova dell'origine aliena né tantomeno umana del fenomeno.